# 锐刺兔唇花
锐刺兔唇花（学名：Lagochilus pungens）为唇形科兔唇花属下的一个种。

## 扩展阅读
- 維基物種上的相關：锐刺兔唇花